# Discografia de DJ Shadow
A discografia de DJ Shadow, produtor musical e DJ americano, consiste de cinco álbuns de estúdio, seis álbuns ao vivo, seis coletâneas, dois álbuns de remixes, dois álbuns mixados, cinco extended plays, vinte e oito singles e quatorze videoclipes.

## Álbuns

### Álbuns de estúdio
| Título                                                                             | Detalhes | Pico nas paradas | Pico nas paradas | Pico nas paradas | Pico nas paradas | Pico nas paradas | Pico nas paradas | Pico nas paradas | Pico nas paradas | Pico nas paradas | Pico nas paradas | Vendas         | Certificações |
| Título                                                                             | Detalhes | US               | US Dance         | AUS              | BEL (FL)         | FIN              | FRA              | JPN              | NLD              | NOR              | UK               | Vendas         | Certificações |
| ---------------------------------------------------------------------------------- | --- | ---------------- | ---------------- | ---------------- | ---------------- | ---------------- | ---------------- | ---------------- | ---------------- | ---------------- | ---------------- | -------------- | ------------- |
| Endtroducing...                                                                    | - Lançamento: 19 de novembro de 1996 (EUA) - Gravadora: Mo' Wax - Formatos: CD, cassete, LP                    | —                | —                | —                | —                | —                | —                | —                | 75               | —                | 17               | - EUA: 290.000 | - BPI: Ouro   |
| The Private Press                                                                  | - Lançamento: 2 de junho de 2002 (EUA) - Gravadora: Island, MCA - Formatos: CD, cassete, LP                    | 44               | 3                | 21               | 20               | 37               | 21               | 68               | 54               | 16               | 8                | - EUA: 160.000 | - BPI: Ouro   |
| The Outsider                                                                       | - Lançamento: 19 de setembro de 2006 (EUA) - Gravadora: Island, Universal - Formatos: CD, LP, download digital | 77               | 2                | 44               | 68               | —                | 105              | 67               | —                | —                | 24               | - EUA: 40.000  |               |
| The Less You Know, the Better                                                      | - Lançamento: 4 de outubro de 2011 (EUA) - Gravadora: Island, A&M, Verve - Formatos: CD, LP, download digital  | 149              | 5                | —                | 80               | —                | 118              | 86               | —                | —                | 34               |                |               |
| The Mountain Will Fall                                                             | - Lançamento: 24 de junho de 2016 (EUA) - Gravadora: Mass Appeal - Formatos: CD, LP, download digital          | 77               | 1                | 31               | 21               | —                | 106              | —                | 81               | —                | 19               |                |               |
| "—" denota items que não entrou nas paradas ou não foi lançado naquele território. | |                  |                  |                  |                  |                  |                  |                  |                  |                  |                  |                |               |

### Álbuns ao vivo
| Título                                   | Detalhes                                                                                              |
| ---------------------------------------- | --- |
| Brainfreeze (com Cut Chemist)            | - Lançamento: 1999 (EUA) - Gravadora: Sixty7 - Formato: CD                                            |
| Product Placement (com Cut Chemist)      | - Lançamento: 1º de novembro de 2001 (EUA) - Gravadora: One29 - Formato: CD                           |
| Live! In Tune and on Time                | - Lançamento: 15 de junho de 2004 (EUA) - Gravadora: Island, Geffen - Formatos: CD, LP                |
| Live at Brixton Academy December 2006    | - Lançamento: 15 de dezembro de 2006 (EUA) - Gravadora: Island - Formatos: CD, download digital       |
| The Hard Sell (com Cut Chemist)          | - Lançamento: 2007 (EUA) - Gravadora: Pillage Roadshow - Formatos: CD, download digital               |
| The Hard Sell (Encore) (com Cut Chemist) | - Lançamento: 3 de junho de 2008 (EUA) - Gravadora: Pillage Roadshow - Formatos: CD, download digital |

### Coletâneas
| Título                                                                             | Detalhes | Pico nas paradas | Pico nas paradas |
| Título                                                                             | Detalhes | US               | UK               |
| ---------------------------------------------------------------------------------- | --- | ---------------- | ---------------- |
| Preemptive Strike                                                                  | - Lançamento: 13 de janeiro de 1998 (EUA) - Gravadora: Mo' Wax - Formatos: CD, cassette, LP                         | 118              | 161              |
| The 4-Track Era Volume 1: Best of the KMEL Mixes (1991)                            | - Lançamento: 27 de agosto de 2007 (EUA) - Gravadora: Reconstruction Productions - Formatos: CD, download digital   | —                | —                |
| The 4-Track Era Volume 2: Best of the Remixes and Megamixes (1990–1992)            | - Lançamento: 11 de dezembro de 2007 (EUA) - Gravadora: Reconstruction Productions - Formatos: CD, download digital | —                | —                |
| The 4-Track Era Volume 3: Best of the Original Productions (1990–1992)             | - Lançamento: 11 de novembro de 2008 (EUA) - Gravadora: Reconstruction Productions - Formatos: CD, download digital | —                | —                |
| Total Breakdown: Hidden Transmissions from the MPC Era 1992–1996                   | - Lançamento: 5 de junho de2012 (EUA) - Gravadora: Reconstruction Productions - Formatos: CD, LP, download digital  | —                | —                |
| Reconstructed: The Best of DJ Shadow                                               | - Lançamento: 25 de setembro de 2012 (US) - Gravadora: Island - Formatos: CD, LP, download digital                  | —                | 124              |
| "—" denota items que não entrou nas paradas ou não foi lançado naquele território. | |                  |                  |

### Álbuns de remixes
| Título                      | Detalhes |
| --------------------------- | --- |
| The Private Repress         | - Lançamento: 29 de março de 2003 (JAP) - Gravadora: Island - Formatos: CD, LP                                       |
| The DJ Shadow Remix Project | - Lançamento: 15 de julho de 2010 (EUA) - Gravadora: Reconstruction Productions - Formatos: CD, LP, download digital |
| Endtroducing Re-Emagined    | - Lançamento: 28 de outubro de 2016 (EUA) - Gravadora: Island Records - Formatos: CD, LP, download digital           |

### Álbuns mixados
| Título                           | Detalhes                                                                                           |
| -------------------------------- | -------------------------------------------------------------------------------------------------- |
| Diminishing Returns              | - Lançamento: 15 de julho de 2003 (EUA) - Gravadora: Reconstruction Productions - Formatos: CD, LP |
| Funky Skunk (com Shepard Fairey) | - Lançamento: 2005 (EUA) - Gravadora: Reconstruction Productions - Formato: CD                     |

### Extended plays
| Título                  | Detalhes                                                                                         |
| ----------------------- | ------------------------------------------------------------------------------------------------ |
| Bay Area EP             | - Lançamento: 19 de junho de 2007 (EUA) - Gravadora: Island - Formatos: CD, 12"                  |
| I Gotta Rokk            | - Lançamento: 11 de maio de 2011 (UK) - Gravadora: Island - Formatos: CD, 12", download digital  |
| I'm Excited             | - Lançamento: 29 de julho de 2011 (UK) - Gravadora: Island - Formatos: CD, 12", digital download |
| The Liquid Amber EP     | - Lançamento: 2014 - Gravadora: Liquid Amber - Formato: Download digital                         |
| The Mountain Has Fallen | - Lançamento: 7 de julho de 2017 - Gravadora: Mass Appeal - Formato: Download digital            |

## Singles
| Título                                                                                          | Ano  | Pico nas paradas | Pico nas paradas | Pico nas paradas | Pico nas paradas | Pico nas paradas | Pico nas paradas | Pico nas paradas | Pico nas paradas | Álbum                                |
| Título                                                                                          | Ano  | US Sales         | US Dance Sales   | US R&B Sales     | BEL (FL)         | CAN              | IRL              | MEX Air.         | UK               | Álbum                                |
| ----------------------------------------------------------------------------------------------- | ---- | ---------------- | ---------------- | ---------------- | ---------------- | ---------------- | ---------------- | ---------------- | ---------------- | ------------------------------------ |
| "Real Deal" (Shadow Remix) / "Lesson 4" (com Lifers Group)                                      | 1991 | —                | —                | —                | —                | —                | —                | —                | —                | BASIC Beats Sampler                  |
| "Send Them" / "Entropy" (com Asia Born)                                                         | 1993 | —                | —                | —                | —                | —                | —                | —                | —                | Apenas singles                       |
| "In/Flux"                                                                                       | 1993 | —                | —                | —                | —                | —                | —                | —                | 110              | Apenas singles                       |
| "Lost and Found (S.F.L.)" / "Kemuri" (com DJ Krush)                                             | 1994 | —                | —                | —                | —                | —                | —                | —                | 88               | Apenas singles                       |
| "What Does Your Soul Look Like"                                                                 | 1994 | —                | —                | —                | —                | —                | —                | —                | 59               | Apenas singles                       |
| "A Whim" / "89.9 Megamix" (com DJ Krush)                                                        | 1995 | —                | —                | —                | —                | —                | —                | —                | —                | Apenas singles                       |
| "Hardcore (Instrumental) Hip Hop" / "Fully Charged on Planet X" (com Chief Xcel)                | 1996 | —                | —                | —                | —                | —                | —                | —                | —                | Apenas singles                       |
| "Midnight in a Perfect World"                                                                   | 1996 | —                | —                | —                | —                | —                | —                | —                | 54               | Endtroducing.....                    |
| "Stem"                                                                                          | 1996 | —                | —                | —                | —                | —                | 14               | —                | 74               | Endtroducing.....                    |
| "Camel Bobsled Race"                                                                            | 1997 | —                | —                | —                | —                | —                | —                | —                | 62               | Apenas single                        |
| "What Does Your Soul Look Like (Part 1 – Blue Sky Revisit)" (Remixes)                           | 1997 | —                | —                | —                | —                | —                | —                | —                | 54               | Endtroducing.....                    |
| "High Noon"                                                                                     | 1997 | —                | —                | —                | —                | —                | —                | —                | 22               | Preemptive Strike                    |
| "The Number Song" (Cut Chemist Party Mix) / "Painkiller" (Kill the Pain Mix) (com Depeche Mode) | 1998 | —                | —                | —                | —                | —                | —                | —                | —                | Endtroducing.....                    |
| "Dark Days"                                                                                     | 2000 | —                | —                | —                | —                | —                | —                | —                | 140              | Dark Days trilha sonora              |
| "You Can't Go Home Again"                                                                       | 2002 | 9                | 2                | —                | —                | 25               | —                | —                | 30               | The Private Press                    |
| "Six Days"                                                                                      | 2002 | 10               | 1                | 38               | —                | —                | —                | —                | 28               | The Private Press                    |
| "Mashin' on the Motorway"                                                                       | 2002 | —                | —                | —                | —                | —                | —                | —                | —                | The Private Press                    |
| "We Might as Well Be Strangers" (com Keane)                                                     | 2005 | 27               | 4                | —                | —                | —                | —                | —                | 123              | Hopes and Fears                      |
| "3 Freaks" (featuring Keak da Sneak e Turf Talk)                                                | 2005 | —                | —                | —                | —                | —                | —                | —                | —                | The Outsider                         |
| "Enuff" (featuring Lateef the Truth Speaker e Q-Tip)                                            | 2006 | —                | —                | —                | —                | —                | —                | —                | —                | The Outsider                         |
| "You Made It" (featuring Chris James)                                                           | 2006 | —                | —                | —                | —                | —                | —                | —                | —                | The Outsider                         |
| "This Time (I'm Gonna Try It My Way)"                                                           | 2006 | —                | —                | —                | —                | —                | —                | —                | 54               | The Outsider                         |
| "Gabracabara" (featuring Gift of Gab)                                                           | 2007 | —                | —                | —                | —                | —                | —                | —                | —                | Apenas single                        |
| "Def Surrounds Us" / "I've Been Trying"                                                         | 2010 | —                | —                | —                | —                | —                | —                | —                | —                | The Less You Know, the Better        |
| "I Gotta Rokk"                                                                                  | 2011 | —                | —                | —                | —                | —                | —                | —                | —                | The Less You Know, the Better        |
| "Warning Call" (featuring Tom Vek)                                                              | 2011 | —                | —                | —                | —                | —                | —                | 39               | —                | The Less You Know, the Better        |
| "Scale It Back" (featuring Little Dragon)                                                       | 2011 | —                | —                | —                | 93               | —                | —                | 28               | —                | The Less You Know, the Better        |
| "Listen" (featuring Terry Reid)                                                                 | 2012 | —                | —                | —                | —                | —                | —                | —                | —                | Reconstructed: The Best of DJ Shadow |
| "Nobody Speak" (featuring Run the Jewels)                                                       | 2016 | —                | —                | —                | —                | —                | —                | —                | —                | The Mountain Will Fall               |
| "—" denota items que não entrou nas paradas ou não foi lançado naquele território.              |      |                  |                  |                  |                  |                  |                  |                  |                  |                                      |

## Outras aparições

### Artista convidado
| Título                             | Ano  | Outro(s) artista(s)                                             | Álbum                             |
| ---------------------------------- | ---- | --------------------------------------------------------------- | --------------------------------- |
| "BASIC Mega-Mix"                   | 1992 | none                                                            | BASIC Beats Sampler               |
| "Fall Out"                         | 1995 | DJ Krush                                                        | Meiso                             |
| "Groove Robber #1 in the Act"      | 1995 | The Solesides Crew                                              | Radio Sole 1                      |
| "Live at Barony (Freestyles 6/94)" | 1995 | Lateef the Truth Speaker, Gift of Gab, Lyrics Born              | Radio Sole 1                      |
| "Untitled Heavy Beat (Part 1 & 2)" | 1997 | none                                                            | The End of Violence trilha sonora |
| "Concentration"                    | 1999 | Jurassic 5, Quannum MC's                                        | Quannum Spectrum                  |
| "Divine Intervention"              | 1999 | Divine Styler                                                   | Quannum Spectrum                  |
| "The Extravaganza"                 | 1999 | Quannum MC's, Souls of Mischief                                 | Quannum Spectrum                  |
| "Flashback"                        | 2001 | none                                                            | Turntables by the Bay             |
| "Emerge"                           | 2003 | Lifesavas, Blackalicious, Lateef the Truth Speaker, Lyrics Born | Spirit in Stone                   |
| "Bring Madlib Up"                  | 2004 | none                                                            | Keepintime: A Live Recording      |
| "Fed Up and Low Down"              | 2004 | Blues Explosion                                                 | Damage                            |
| "The Last Trumpet" (Halou Remix)   | 2005 | Lyrics Born, Lateef the Truth Speaker                           | Same !@$ Different Day            |
| "Closer"                           | 2006 | DJ Fresh, MC Darrison, Sally Dury                               | Escape from Planet Monday         |

### Remix
| Título                                                         | Ano  | Outro(s) artista(s) | Álbum                             |
| -------------------------------------------------------------- | ---- | ------------------- | --------------------------------- |
| "Doin' Damage in My Native Language" (Shadow's Legitimate Mix) | 1992 | Zimbabwe Legit      | Zimbabwe Legit                    |
| "Real Deal" (Shadow Remix)                                     | 1992 | Lifers Group        | BASIC Beats Sampler               |
| "Meiso" (Klub Mix)                                             | 1996 | DJ Krush            | "Meiso" single                    |
| "Meiso" (Instrumental Mix)                                     | 1996 | DJ Krush            | "Meiso" single                    |
| "Waiting List" (DJ Shadow / Automator Mix)                     | 1996 | Dr. Octagon         | Dr. Octagonecologyst              |
| "Painkiller" (Kill the Pain Remix)                             | 1998 | Depeche Mode        | "Only When I Lose Myself" single  |
| "The Gloaming" (DJ Shadow Remix)                               | 2004 | Radiohead           | "The Gloaming" remix single       |
| "We Might as Well Be Strangers" (DJ Shadow Remix)              | 2004 | Keane               | Hopes and Fears                   |
| "Handlebars" (DJ Shadow Remix)                                 | 2008 | Flobots             | "Handlebars" single               |
| "Motorstorm: Apocalypse" (DJ Shadow Remix)                     | 2011 | Klaus Badelt        | Motorstorm: Apocalypse soundtrack |
| "Here's a Little Something for Ya" (DJ Shadow Wet Remix)       | 2013 | Beastie Boys        | "Lee Majors Come Again" single    |
| "Here's a Little Something for Ya" (DJ Shadow Dry Remix)       | 2013 | Beastie Boys        | "Lee Majors Come Again" single    |

## Vídeoclipes
| Título                                               | Ano  | Diretor(es)                      |
| ---------------------------------------------------- | ---- | -------------------------------- |
| "High Noon"                                          | 1996 | Brian Cross                      |
| "Midnight in a Perfect World"                        | 1996 | Brian Cross                      |
| "Mashin' on the Motorway"                            | 2002 | Ben Stokes, Doug Carney          |
| "Walkie Talkie"                                      | 2002 | Ben Stokes                       |
| "Six Days"                                           | 2002 | Wong Kar-wai                     |
| "You Can't Go Home Again"                            | 2002 | Paul Gore                        |
| "3 Freaks" (featuring Keak da Sneak and Turf Talk)   | 2005 | Mickey Finnegan                  |
| "Enuff" (featuring Lateef the Truth Speaker e Q-Tip) | 2006 | ROJO                             |
| "You Made It" (featuring Chris James)                | 2006 | Adam Bartley                     |
| "This Time (I'm Gonna Try It My Way)"                | 2006 | Mykola Dosenko                   |
| "I'm Excited" (featuring Afrikan Boy)                | 2011 | Ian Pons Jewell                  |
| "Border Crossing"                                    | 2011 | Dean Fernando                    |
| "Scale It Back" (featuring Little Dragon)            | 2011 | Ewan Jones Morris, Casey Raymond |
| "Listen" (featuring Terry Reid)                      | 2012 | Franck Trebillac                 |
| "The Sideshow" (featuring Ernie Fresh)               | 2016 | Joseph Armario                   |
| "Nobody Speak" (featuring Run the Jewels)            | 2016 | Sam Pilling                      |

## Ligações Externas
- Official website
- DJ Shadow at AllMusic